# Марія Аліса Шаумбург-Ліппська
Марія Аліса Шаумбург-Ліппська (нім. Maria Alix zu Schaumburg-Lippe); 2 квітня 1923 — 1 листопада 2021) — принцеса Шаумбург-Ліппська, донька принца Стефана Шаумбург-Ліппського та Інгеборги Аліси Ольденбурзької, дружина титулярного герцога Шлезвіг-Гольштейнського Петера.

## Біографія
Марія Аліса з'явилась на світ 2 квітня 1923 року в Бюкебурзі, резиденції династії Ліппе. Вона була первістком в родині принца Стефана Шаумбург-Ліппського та його дружини Інгеборги Аліси Ольденбурзької. Наступного року в сім'ї народились два хлопчики-близнюки, з яких вижив лише один — Георг Моріц.
У віці 24 років Марія Аліса пошлюбилася із 25-річним принцом Шлезвіг-Гольштейнським Фрідріхом Ернстом Петером, сином титулярного герцога Шлезвіг-Гольштейна, Вільгельма Фрідріха. Весілля відбулося 9 жовтня 1947 в Глюксбурзі. У подружжя з'явилося четверо дітей.
10 лютого 1965 принц Петер успадкував титул батька і став титулярним герцогом Шлезвіг-Гольштейна. Сам він пішов з життя 30 вересня 1980 року.
Останні роки Марія Алікс мешкала в маєтку Гут Бінебек, що в комуні Тумбі. Її син Крістоф проживав поблизу, в садибі Гут Грюнхольц.

## Родина
Чоловік —  Фрідріх Ернст Петер, принц Шлезвіг-Гольштейнський
Діти:
- Маріта (нар.1948) — дружина барона Вільфріда фон Плото, має сина та доньку;
- Крістоф (нар.1949) — титулярний герцог Шлезвіг-Гольштейна від 1980 року, одружений з Єлизаветою Ліппе-Вайссенфельською, має четверо дітей;
- Александр (нар.1953) — одружений з Барбарою Беатою Ферч, має двох дітей;
- Інгеборга (нар.1956) — художниця, одружена з Ніколаусом Брошеком, має сина.